# 산둥 항공의 운항 노선
2017년 1월 기준, 산둥 항공은 다음과 같은 노선을 운항중이다.

## 운항 노선

### 아시아

#### 동아시아
- 대한민국
  - 서울 - 인천국제공항
- 중화인민공화국
  - 베이징시
  - 베이징 - 베이징 서우두 국제공항
  - 상하이시
    - 상하이 - 상하이 푸둥 국제공항
    - 상하이 - 상하이 훙차오 국제공항

  - 간쑤성
    - 란저우 - 란저우 종촨 공항

  - 광둥성
    - 광저우 - 광저우 바이윈 국제공항
    - 선전 - 선전 바오안 국제공항
    - 주하이 - 주하이 진완 공항

  - 광시 성
    - 구이린 - 구이린 량장 국제공항
    - 난닝 - 난닝 우수 국제공항

  - 구이저우성
    - 구이양 - 구이양 롱동바오 국제공항

  - 내몽골
    - 후허하오터 - 후허하오터 바이타 국제공항
    - 둥성 - 둥성 오르도스 이진 호로 공항

  - 랴오닝성
    - 다롄 - 다롄 저우수이쯔 국제공항
    - 선양 - 선양 타오셴 국제공항

  - 산둥성
    - 옌타이 - 옌타이 라이산 국제공항 허브
    - 지난 - 지난 야오창 국제공항 허브
    - 칭다오 - 칭다오 류팅 국제공항 허브
    - 린이 - 린이 슈부링 공항
    - 지닝 - 지닝 추푸 공항

  - 산시성
    - 시안 - 시안 셴양 국제공항
    - 타이위안 - 타이위안 우수 국제공항

  - 쓰촨성
    - 청두 - 창두 솽류 국제공항

  - 안후이성
    - 허페이 - 허페이 신차오 국제공항

  - 윈난성
    - 쿤밍 - 쿤밍 창슈이 국제공항

  - 장쑤성
    - 난징 - 난징 루커우 국제공항

  - 장시성
    - 난창 - 난창 창베이 국제공항
    - 징더전 - 징더전 루오자 공항

  - 저장성
    - 닝보 - 닝보 리스 국제공항
    - 원저우 - 원저우 룽완 국제공항
    - 항저우 - 항저우 샤오산 국제공항
    - 취저우 - 취저우 공항

  - 지린성
    - 창춘 - 창춘 롱자 국제공항

  - 충칭시
    - 충칭 - 충칭 장베이 국제공항

  - 칭하이성
    - 시닝 - 시닝 차오자바오 공항

  - 톈진시
    - 톈진 - 톈진 빈하이 국제공항

  - 푸젠성
    - 샤먼 - 샤먼 가오치 국제공항
    - 푸저우 - 푸저우 창러 국제공항
    - 우이산 - 우이산 공항

  - 하이난성
    - 하이커우 - 하이커우 메이란 국제공항

  - 허난성
    - 정저우 - 정저우 신정 국제공항
    - 뤄양 - 뤄양 베이자오 공항

  - 헤이룽장성
    - 하얼빈 - 하얼빈 타이핑 국제공항

  - 후난성
    - 창사 - 창사 황화 국제공항

  - 닝샤 후이족 자치구
    - 인촨 - 인촨 허동 공항

  - 신장 위구르 자치구
    - 우루무치 - 우루무치 디워푸 국제공항
    - 카슈가르 - 카슈가르 공항
- 일본
  - 도쿄 - 하네다 국제공항
  - 도쿄 - 나리타 국제공항
  - 오사카 - 간사이 국제공항
- 중화민국
  - 타이베이 - 타이완 타오위안 국제공항
  - 타이중 - 타이중 국제공항
  - 화롄 - 화롄 공항

#### 동남아시아
- 캄보디아
  - 프놈펜 - 프놈펜 국제공항
  - 시엠립 - 시엠립 국제공항
- 태국
  - 방콕 - 수완나품 국제공항
  - 치앙마이 - 치앙마이 국제공항
  - 푸켓 - 푸켓 국제공항

#### 남아시아
- 인도
  - 델리 - 인디라 간디 국제공항